# Újra szól a hatlövetű
Az Újra szól a hatlövetű (eredeti cím: Gunfight at the O.K. Corral) 1957-es amerikai westernfilm, melynek főszereplői Burt Lancaster és Kirk Douglas. A film az 1881-ben történt eseményeken alapul. A filmet John Sturges rendezte Leon Uris regényíró forgatókönyvéből.
A filmet az Egyesült Államokban 1957. május 29-én, Magyarországon 1981. december 10-én mutatták be.

## Cselekmény
A texasi Fort Griffinben Wyatt Earp először találkozik Doc Hollidayjel, aki kitűnő szerencsejátékos és fegyverforgató. Miután egy megkérdőjelezhető gyilkossági váddal letartóztatják, dokit megmenti Wyatt a gengszterektől. A két férfi később a kansasi Dodge Cityben találkozik, ahol doki többször is Wyatt segítségére siet. Ezután az arizonai Tombstone-ba utaznak. Wyatt bátyja, Virgil, a helyi marsall válsággal néz szembe. A Clanton család eltulajdonított egy marhacsordát, és elszántan el akarja szállítani őket a tombstone-i vasútállomáson túlra. Virgil meg akarja állítani a tolvajokat, ebben Wyatt, testvéreik, James és Morgan, valamint doki is a segítségére lesz. Clantonék Wyattet veszik célba, de a kísérlet balul sül el, mert helyette Jamest ölik meg. Az ő halála teremti meg az alapját a közeli O.K. Corralnál zajló legendás tűzpárbajnak, amelyből Earpék és Holliday kerül ki győztesen.

## Szereposztás
| Szerep                                   | Színész         | Magyar hangja (2. szinkron, 1991) | Magyar hangja (3. szinkron) |
| ---------------------------------------- | --------------- | --------------------------------- | --------------------------- |
| Wyatt Earp rendőrbíró                    | Burt Lancaster  | Mécs Károly                       | Haás Vander Péter           |
| Dr. John „Doc” Holliday                  | Kirk Douglas    | Oszter Sándor                     | Helyey László               |
| Laura Denbow                             | Rhonda Fleming  | Pápai Erika                       | ?                           |
| „Nagyorrú” Kate Fisher, Doc nője         | Jo Van Fleet    | Andresz Kati                      | ?                           |
| Johnny Ringo, Clanton embere             | John Ireland    | Mihályi Győző                     | ?                           |
| Ike Clanton                              | Lyle Bettger    | Gáti Oszkár                       | ?                           |
| Cotton Wilson seriff                     | Frank Faylen    | Kézdy György                      | ?                           |
| Charlie Bassett seriffhelyettes          | Earl Holliman   | Znamenák István                   | ?                           |
| „Shanghai” Pierce, csordás               | Ted de Corsia   | Kránitz Lajos                     | ?                           |
| Billy Clanton                            | Dennis Hopper   | Fekete Zoltán                     | ?                           |
| John Clum lapszerkesztő, városi elöljáró | Whit Bissell    | ?                                 | ?                           |
| John Shanssey, szalontulajdonos          | George Mathews  | Gruber Hugó                       | ?                           |
| Virgil Earp                              | John Hudson     | ?                                 | ?                           |
| Morgan Earp                              | DeForest Kelley | Rosta Sándor                      | ?                           |
| James „Jimmy” Earp                       | Martin Milner   | Bor Zoltán                        | ?                           |
| Bat Masterson                            | Kenneth Tobey   | ?                                 | ?                           |
| Ed Bailey                                | Lee van Cleef   | Oberfrank Pál                     | ?                           |
| Betty Earp, Virgil felesége              | Joan Camden     | Radó Denise                       | ?                           |
| Mrs. Clanton                             | Olive Carey     | Dallos Szilvia                    | ?                           |
| Rick                                     | Brian G. Hutton | ?                                 | ?                           |
| Kelly, Dodge City polgármestere          | Nelson Leigh    | Pathó István                      | ?                           |
| Tom McLowery                             | Jack Elam       | Csonka András                     | ?                           |
| Frank McLowery                           | Mickey Simpson  | Bognár Zsolt                      | ?                           |
| Jack Morgan                              | Peter Lawman    | ?                                 | ?                           |

Megjegyzés
- Az első (1981-es) szinkron hangjait az ISzDb nem tünteti fel.[6]

## Forgatás
A film egy részét a Paramount farmon vették fel.

## Sturges folytatása
Sturges egy évtizeddel később újra elővette ugyanezt az anyagot, amikor egyfajta történelmileg pontosabb folytatást rendezett, a Fegyverek órája című filmet, amelyben James Garner játszotta Wyatt Earp-et, Jason Robards Holliday doktort és Robert Ryan pedig Ike Clantont. Az a film az O.K. Corral-i lövöldözés pontosabb változatával kezdődik, majd a film hátralévő részében az utóhatásról szól. 

## Fordítás
- Ez a szócikk részben vagy egészben  a   Gunfight at the O.K. Corral (film) című angol Wikipédia-szócikk fordításán alapul.  Az eredeti cikk szerkesztőit annak laptörténete sorolja fel. Ez a jelzés csupán a megfogalmazás eredetét és a szerzői jogokat jelzi, nem szolgál a cikkben szereplő információk forrásmegjelöléseként.